# Eredményalapú menedzsment
Az eredményalapú menedzsmentet (Management by objectives, MBO vagy management by results MBR) Peter Drucker tette szélesebb körben ismertté 1954-ben megjelent The Practice of Management könyvével. Az eredményalapú menedzsmentet alkalmazó vezetők számadatokkal meghatározzák a szervezet által elérendő célokat, és ezeket közlik a tagokkal. A számadatokat lebontják egészen a legalacsonyabb szintig. A dolgozók maguk határozzák meg, hogy hogy érik el ezeket a célokat. Ezzel egy jó légkörű és produktív munkakörnyezetet alakítanak ki, továbbá mindenki felmérheti, hogy teljesít a tervhez képest, mit értek már el.  A vezetést stílus fontos része, hogy ezt a vezetők is megteszik, és a dolgozókat is összehasonlítják egymással.  Hogyha a dolgozók maguk is beleszólhatnak a cél meghatározásába, akkor megbízhatóbban teljesítik felelősségeiket. George S. Odiorne szerint a felsőbb és az alsóbb szintek együtt meghatározzák a közös célokat, kitűzik mindenki számára a felelősségi körét és az elérendő normát, és ehhez viszonyítják a dolgozók teljesítményét.

## Története
Az eredményalapú menedzsmentet nem Drucker találta ki. Ő csak összegyűjtötte az akkoriban alkalmazott vezetési módszereket. Korábban a vezetési stílus alapelvei megjelentek Mary Parker Follett esszéjében 1926-ban, "The Giving of Orders" címmel.
Drucker tanítványa,  George Odiorne továbbfejlesztette az ötletet, amit az 1960-as években megjelent Management Decisions by Objectives című könyvében írt le. Olyan vállalatok népszerűsítették, mint a Hewlett-Packard, amelyek azt állították, hogy ennek köszönhetik eredményességüket.

## Elemei
Az eredményalapú menedzsment alapelképzelése az, hogy a vezetőség számadatokkal leírt célokat ad meg a beosztottaknak, amiknek meg kell felelni. 
Felépítése:
- Célok kitűzése szervezeti szinten
- A célok lebontása dolgozókra
- A folyamat megfigyelése
- Kiértékelése
- Élmunkások jutalmazása

## Előnyei
Az eredményalapú menedzsment minden dolgozóval megérteti, hogy mi a felelőssége, és hogy mit várnak tőle, így megértik azt is, hogy ez hogyan kapcsolódik a szervezet céljaihoz. Továbbá mindenki láthatja, hogy milyen fontos teljesítenie a tervet.
További előnyök:
- Motiváció: Az alkalmazottak bevonása a teljes folyamatba, és a személyes autonómia növelése javítja a teljesítményt, továbbá a dolgozók is elégedettebbek lesznek a munkájukkal.
- Jobb kommunikáció és koordináció: A gyakori jelentések és interakciók a vezetők és a beosztottak között javítják a kapcsolatot és a problémamegoldó képességet.
- Letisztázott, pontosan felfogott célok.
- A beosztottak jobban betartják azokat a terveket, amelyeket maguk határoztak meg maguknak, mint a rájuk kiosztottakat, például az élmunkások teljesítménye alapján meghatározva.
- A vezetők tudják biztosítani, hogy a beosztottak céljai az egész szervezet céljaihoz igazodjanak.
- Az egész szervezet céljai egységesítő, irányadó elvek a vezetőség számára.

## Alkalmazása
Több ismert vállalat is alkalmazott eredményalapú menedzsmentet. A Hewlett-Packard (HP) azzal népszerűsítette, hogy sikereit ennek a vezetési módnak köszönheti. Számos más vállalat dicséri, mint például a Xerox, DuPont és Intel. Az alkalmazók gyakran nagyobb termelékenységről és eladásokról számolnak be. A számadatokkal sok cél leírható a legkülönbözőbb területeken, mint termelés, marketing, szolgáltatások, eladások, R&D, emberi erőforrások, pénzügyek, és információs rendszerek. Egyes célok közösek, mások lebonthatók az egyes munkavállalókra. Lehetővé teszi, hogy mindenki lássa, mit és hogyan kell csinálnia.
A vezetők meghatározzák a küldetést és a stratégiai célokat a szervezet számára. Ezeknek azon kell alapulniuk, hogy egy adatott idő alatt mit lehet és mit tud az egész szervezet teljesíteni. A vezetők a végrehajtás ellenőrzésére projektmenedzsert neveznek ki, aki különböző szervezeti egységek tevékenységeit figyeli és szervezi. Ha ez nem lehetséges, akkor minden vezető hozzájárulását le kell tisztázni. If this cannot be done or is not desirable, each manager's contributions to the organizational goal should be clearly spelled out.
A célok számszerűsítést és megfigyelést igényelnek. Megfelelő menedzsment információs eszközök alkalmazásával objektívan meghatározhatók a legfontosabb célok, és teljesítésük követhető. A jutalmak fizetése kapcsolható a tervek teljesítéséhez.
Angol nyelven a S.M.A.R.T. (okos) mnemonik foglalja össze:
- Specifikus, egy konkrét területet céloz meg.
- Mérhető, számszerűsíti az előrehaladást.
- Elérhető (Achievable), a rendelkezésre álló erőforrásokkal megvalósítható.
- Releváns, fontos lépést tesz a nagyobb cél irányába.
- Időhöz kötött (Time-bound), meghatározza, hogy mikorra kell elérni az eredményeket.[13]

Amit mértek, az kész - ez az eredményalapú menedzsment rövid összefoglalása.
Egy lehetséges fordítása a betűszónak magyarra (SMART helyett ELMÉS):
- Elérhető (Achievable)
- Látható a vége időben (Time-bound)
- Mérhető
- Érdekes (Reasonable)
- Specifikus

## Ellenérvek
Az eredményalapú menedzsmentnek több kritikusa is akadt.  W. Edwards Deming szerint a rendszerek megértésének hiánya nem megfelelő célok kitűzéséhez vezethet.  Deming azt is megállapította, hogy a dolgozók a célokat bármi áron megpróbálják elérni, ami rontja a munka minőségét. Egy bányából kibányásszák a könnyebben elérhető nyersanyagot, és a maradékot még évtizedek után sem tudják gazdaságosan kitermelni, a technológiai fejlődés ellenére sem.
Deming kulcselvei közül az egyik azt ajánlja, hogy a vezető ne célokhoz ragaszkodjon, hanem a vezetéshez. Egy vezető, aki érti a rendszereket, jobban tudja vezetni beosztottjait egy megfelelő megoldáshoz, mint egy célkitűzés. Rámutatott arra is, hogy Drucker megemlítette, hogy rendszerszintű nézetre van szükség, amire a legtöbb alkalmazó nem ügyelt.
A vezetési módszer torzítja a látásmódot:
- Túlhangsúlyozza a tervek kitűzését, mint a kimenet hajtóerejét.
- Feledteti a környezet fontosságát, ahol a kitűzött célokat el kell érni.

A környezet magában foglalja többek között a nyersanyagok elérhetőségét és árát és a részvénykereskedelmet. Robert Rodgers és John Hunter 1991-es visszatekintő tanulmányukban az utóbbi 30 évet vizsgálva azt találta, hogy ahol a vezérigazgatónak erős volt az érdekeltsége, ott a módszer 56%-os növekedést eredményezett. Ahol alacsony, ott a növekedés 6% volt.
Ahol a megközelítést nem megfelelően alkalmazzák, ott a dolgozóknak érdekük, hogy élmunkásnak tüntessék fel magukat. Így eltorzítják az eredményeket, és hazudnak a rövid távú eredményeikről. Így a módszer kontraproduktív is lehet.

## Modern használat
A módszert még ma is használják. A tervezést és fejlesztést különböző szervezetek segítik. A legtöbb kutatás egyes gazdasági ágazatokra összpontosít, és mindegyikre meghatározzák, hogyan működhet jobban.  2016-ban újrafogalmazták, ez az OPTIMAL MBO, aminek a következők az építőelemei:
- Célok, kívülről és belülről
- Büdzsének megfelelő, jövedelmet hozó célkitűzések
- Célra irányuló feltételek megteremtése
- Motiválás és befolyásolás
- Mérés
- Megállapodás, elszámoltathatóság, értékelés, elismerés
- Vezetői támogatás[20]

Alkalmazói többnyire más nevet adnak a gyakorlatnak, például jövőtervezés.

## Fordítás
Ez a szócikk részben vagy egészben  a   Management by objectives című angol Wikipédia-szócikk fordításán alapul.  Az eredeti cikk szerkesztőit annak laptörténete sorolja fel. Ez a jelzés csupán a megfogalmazás eredetét és a szerzői jogokat jelzi, nem szolgál a cikkben szereplő információk forrásmegjelöléseként.